# Hautvillers-Ouville
Pour les articles homonymes, voir Hautvillers et Ouville (homonymie).
Hautvillers-Ouville est une commune française située dans le département de la Somme en région Hauts-de-France.
Depuis juillet 2020, la commune fait partie du parc naturel régional Baie de Somme - Picardie maritime.

## Géographie

### Localisation
Hautvillers-Ouville est un village périurbain picard du Ponthieu.
À vol d'oiseau, la localité est située à 6 km au sud de Nouvion, à 7 km au nord d’Abbeville et à 46 km au nord-ouest d’Amiens.
Le territoire de la commune est limitrophe de ceux de six communes.
Les communes limitrophes sont Le Titre, Buigny-Saint-Maclou, Drucat, Lamotte-Buleux, Neuilly-l'Hôpital et Sailly-Flibeaucourt.

### Hydrographie
La commune est située dans le bassin Artois-Picardie. Elle n'est drainée par aucun cours d'eau.

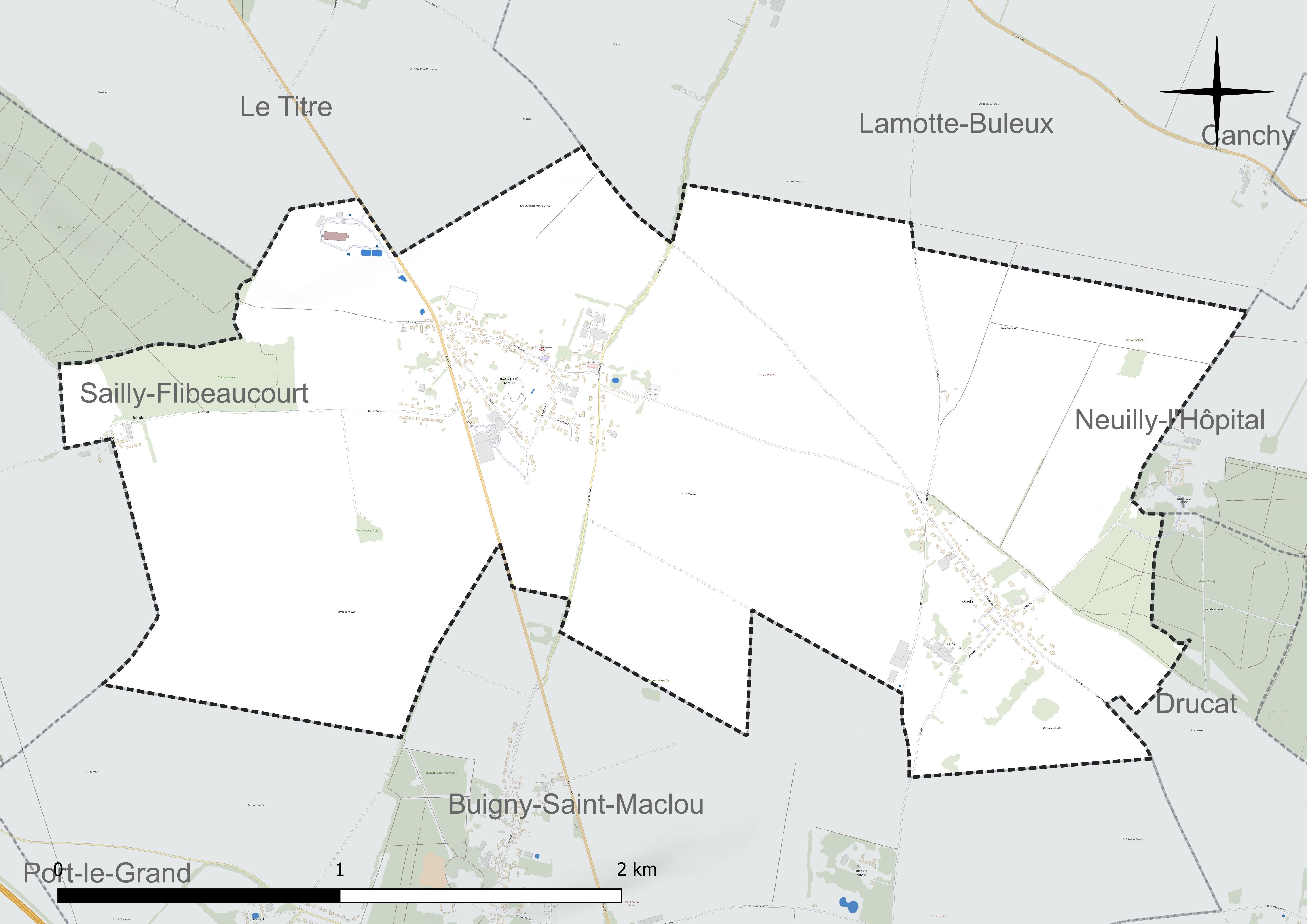
Réseau hydrographique d'Hautvillers-Ouville.

### Climat
Pour des articles plus généraux, voir Climat des Hauts-de-France et Climat de la Somme.
En 2010, le climat de la commune est de type climat océanique franc, selon une étude du CNRS s'appuyant sur une série de données couvrant la période 1971-2000. En 2020, Météo-France publie une typologie des climats de la France métropolitaine dans laquelle la commune est exposée à un climat océanique et est dans la région climatique Côtes de la Manche orientale, caractérisée par un faible ensoleillement (1 550 h/an) ; forte humidité de l'air (plus de 20 h/jour avec humidité relative > 80 % en hiver), vents forts fréquents.
Pour la période 1971-2000, la température annuelle moyenne est de 10,3 °C, avec une amplitude thermique annuelle de 13,1 °C. Le cumul annuel moyen de précipitations est de 807 mm, avec 12 jours de précipitations en janvier et 8,5 jours en juillet. Pour la période 1991-2020, la température moyenne annuelle observée sur la station météorologique la plus proche, située sur la commune d'Abbeville à 8 km à vol d'oiseau, est de 11,0 °C et le cumul annuel moyen de précipitations est de 806,2 mm,. Pour l'avenir, les paramètres climatiques de la commune estimés pour 2050 selon différents scénarios d'émission de gaz à effet de serre sont consultables sur un site dédié publié par Météo-France en novembre 2022.

## Urbanisme

### Typologie
Au 1er janvier 2024, Hautvillers-Ouville est catégorisée commune rurale à habitat dispersé, selon la nouvelle grille communale de densité à sept niveaux définie par l'Insee en 2022.
Elle est située hors unité urbaine. Par ailleurs la commune fait partie de l'aire d'attraction d'Abbeville, dont elle est une commune de la couronne,. Cette aire, qui regroupe 73 communes, est catégorisée dans les aires de 50 000 à moins de 200 000 habitants,.

### Occupation des sols
L'occupation des sols de la commune, telle qu'elle ressort de la base de données européenne d'occupation biophysique des sols Corine Land Cover (CLC), est marquée par l'importance des territoires agricoles (90,5 % en 2018), une proportion sensiblement équivalente à celle de 1990 (90,9 %). La répartition détaillée en 2018 est la suivante : 
terres arables (85,4 %), zones urbanisées (5,2 %), zones agricoles hétérogènes (5,1 %), forêts (4,4 %). L'évolution de l'occupation des sols de la commune et de ses infrastructures peut être observée sur les différentes représentations cartographiques du territoire : la carte de Cassini (XVIIIe siècle), la carte d'état-major (1820-1866) et les cartes ou photos aériennes de l'IGN pour la période actuelle (1950 à aujourd'hui).

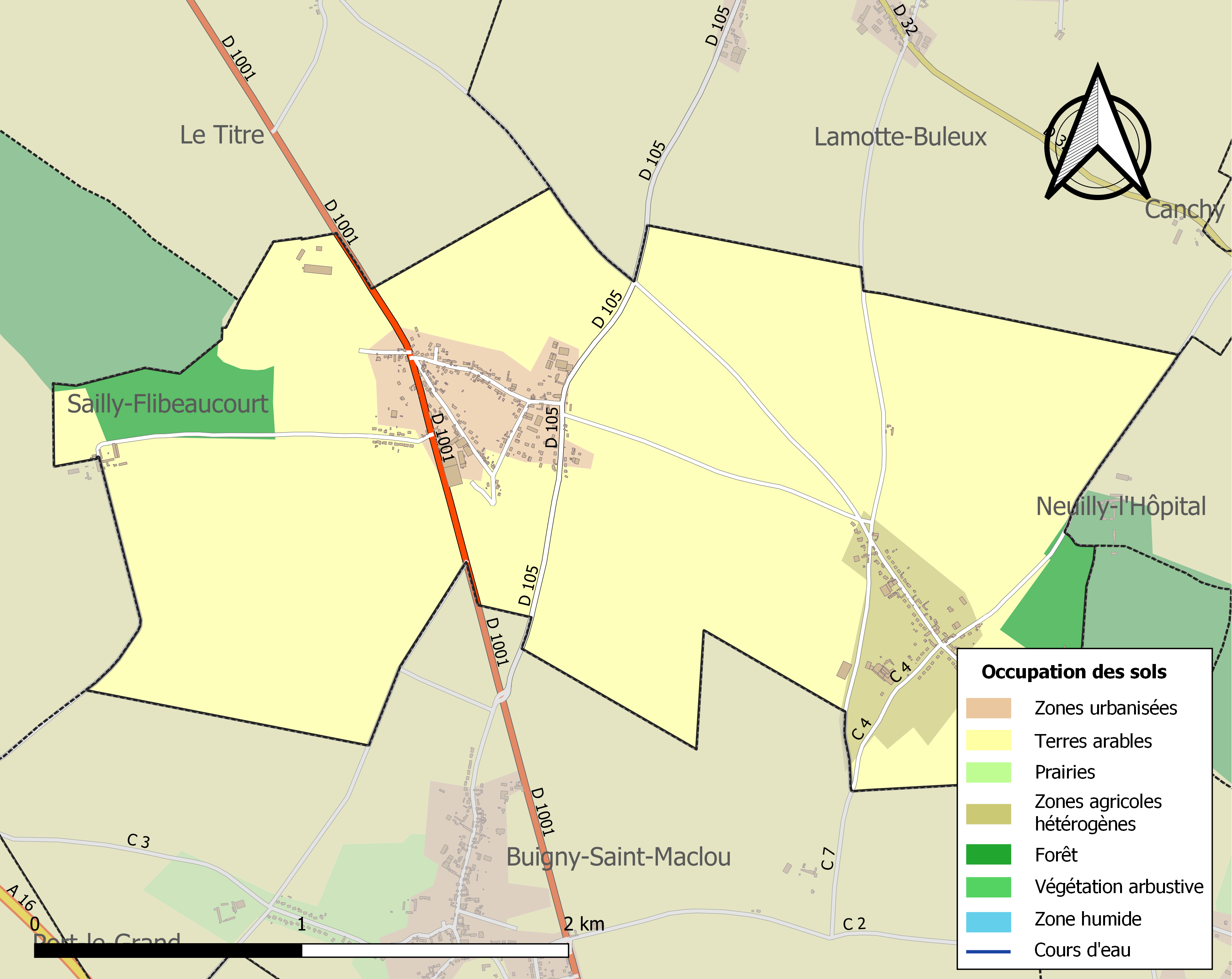
Carte des infrastructures et de l'occupation des sols de la commune en 2018 (CLC).

### Voies de communication et transports
Hautvillers-Ouville est situé sur la RD 1001 (ancienne RN 1), aisément accessible par les autoroutes A16 (accès de Forest-Montiers et Abbeville-Nord) et A28 (accès à Abbeville)
Il est desservi en 2019 par les lignes de bus du réseau Trans'80, chaque jour de la semaine, sauf le dimanche.

## Toponymie
En 831, est cité Alti Villaris lors du dénombrement des biens du monastère de Saint-Riquier, présenté à l'empereur Louis le Pieux, attesté sous les formes Altus villaris en 831 ; Alt-villaris en 1110 ; Auvillers en 1138 ; Ouvillers en 1220 ; Auviler en 1301 ; Aoüillier en 1648 ; Oviller — Ouviller — Haultviller en 1492 ; Auviller en 1507 ; Haut-Villers en 1646 ; Onvillers en 1707 ; Ouviller en 1733 ; Hautvillers en 1757 ; Auvillier en 1772 ; Hautvillers-la-Halle en 1851 ; Hautvillers-Ouville en 1840.

Hautvillers est issu de l'adjectif du bas latin altum et villare « haut domaine rural ».
Ouville, une ancienne dépendance de Hautvillers, est attesté sous les formes Ovilla en 1160 ; Ouvilla en 1230 ; Ouville en 1337 ; Auville en 1579 ; Oville en 1638 ; Ouviler en 1710 ; Ouvilers en 1730 ; Auveille en 1763 ; Ouviller en 1640 ; Auville-sur-Mer.
La commune est nommée Hautvileu en picard.

## Histoire
Les châtellenies de Domvast et de la Ferté-lès-Saint-Riquier ont possédé la seigneurie d'Hautvillers.
Le village est pillé en 1475 par les troupes françaises qui guerroyaient contre l'armée du Duc de Bourgogne.
Il est brûlé lors de la guerre de Trente Ans, en août 1636, par les Espagnols que conduisait le redoutable capitaine Jean de Vert.
En 1763, la seigneurie relevait du chapitre de la collégiale Saint-Vulfran d'Abbeville.
L'armée allemande occupe le village en 1870-1871, à la fin de la guerre franco-allemande de 1870.

## Politique et administration
Les communes de Hautvillers et d'Ouville ont été réunies en 1826 pour former la commune actuelle. Le panneau d'information communal indique néanmoins qu'Ouville aurait toujours été un hameau d'Hautvillers.

### Rattachements administratifs et électoraux
La commune se trouve dans l'arrondissement d'Abbeville du département de la Somme. Pour l'élection des députés, elle fait partie depuis 2012 de la troisième circonscription de la Somme.
Elle faisait partie depuis 1793 du canton de Nouvion. Dans le cadre du redécoupage cantonal de 2014 en France, Hautvillers-Ouville est désormais intégré au canton d'Abbeville-1.

### Intercommunalité
Hautvillers-Ouville était membre de la communauté de communes du canton de Nouvion, créée fin 1996 et qui succédait au SIVOM du canton de Nouvion.
Dans le cadre des dispositions de la loi portant nouvelle organisation territoriale de la République du 7 août 2015, qui prévoit que les établissements publics de coopération intercommunale (EPCI) à fiscalité propre doivent avoir un minimum de 15 000 habitants, cette intercommunalité a fusionné avec ses voisines pour former, le 1er janvier 2017, la communauté de communes Ponthieu-Marquenterre, dont est désormais membre la commune.

### Liste des maires
Six maires se sont succédé depuis la Libération de la France :
| Période   | Période                   | Identité                                   | Étiquette | Qualité |
| --------- | ------------------------- | ------------------------------------------ | --------- | --- |
| 1792      |                           | citoyens Froisard,Barbier et Louis Doliger |           | |
| 1795      | 1800                      | Jean Charles Toullet                       |           | |
| 1800      | 1803                      | Jean-Baptiste Carpentier                   |           | |
| 1803      | 1813                      | Jean Charles Toullet                       |           | |
| 1813      | 1822                      | Jean-Baptiste Deslavière                   |           | |
| 1822      | 1826                      | Jean Charles Toullet                       |           | |
| 1826      | 1830                      | Noël-François Froissard                    |           | |
| 1830      | 1835                      | Jean Charles Toullet                       |           | |
| 1835      | 1855                      | Jean-Baptiste Henri Deslavière             |           | |
| 1855      | 1858                      | Jean-Baptiste Deslavière                   |           | |
| 1858      | 1871                      | Jean-Baptiste Padieu                       |           | |
| 1875      | 1879                      | Anatole Padieu                             |           | |
| 1879      | 1883                      | Edouard Elluin                             |           | |
| 1883      | 1904                      | Charles Courcol                            |           | |
| 1904      | 1908                      | Georges Deslaviers                         |           | |
| 1908      | 1915                      | Paul Christophe                            |           | |
| 1915      | 1923                      | Henri Courcol                              |           | |
| 1923      | 1945                      | Saint Hilaire Cardenne                     |           | |
| 1945      | 1953                      | Xavier Courcol                             |           | |
| 1953      | 1977                      | Marcel Pontier                             |           | |
| 1977      | 1983                      | Kléber Dessaux                             |           | |
| 1983      | 1995                      | André Boizard                              |           | |
| juin 1995 | mai 2020                  | Jean-Claude Buisine                        | PS        | Fonctionnaire retraité Député de la Somme (3e circ.) (2012 → 2017) Conseiller général de Nouvion (2008 → 2015) Président du SM Baie de Somme Grand Littoral Picard (2008 → 2015) Président de la CC du canton de Nouvion (2008 → 2017) |
| mai 2020  | En cours (au 3 juin 2020) | Frédéric Noël                              |           | |

## Population et société

### Démographie
L'évolution du nombre d'habitants est connue à travers les recensements de la population effectués dans la commune depuis 1793. Pour les communes de moins de 10 000 habitants, une enquête de recensement portant sur toute la population est réalisée tous les cinq ans, les populations de référence des années intermédiaires étant quant à elles estimées par interpolation ou extrapolation. Pour la commune, le premier recensement exhaustif entrant dans le cadre du nouveau dispositif a été réalisé en 2007.

En 2022, la commune comptait 543 habitants, en évolution de −7,02 % par rapport à 2016 (Somme : −1,26 %, France hors Mayotte : +2,11 %).
| 1793 | 1800 | 1806 | 1821 | 1831 | 1836 | 1841 | 1846 | 1851 |
| ---- | ---- | ---- | ---- | ---- | ---- | ---- | ---- | ---- |
| 275  | 318  | 369  | 366  | 546  | 562  | 530  | 519  | 490  |

| 1856 | 1861 | 1866 | 1872 | 1876 | 1881 | 1886 | 1891 | 1896 |
| ---- | ---- | ---- | ---- | ---- | ---- | ---- | ---- | ---- |
| 462  | 442  | 411  | 421  | 411  | 388  | 351  | 340  | 320  |

| 1901 | 1906 | 1911 | 1921 | 1926 | 1931 | 1936 | 1946 | 1954 |
| ---- | ---- | ---- | ---- | ---- | ---- | ---- | ---- | ---- |
| 341  | 321  | 288  | 301  | 293  | 279  | 271  | 262  | 284  |

| 1962 | 1968 | 1975 | 1982 | 1990 | 1999 | 2006 | 2007 | 2012 |
| ---- | ---- | ---- | ---- | ---- | ---- | ---- | ---- | ---- |
| 300  | 346  | 383  | 396  | 401  | 378  | 428  | 435  | 584  |

| 2017 | 2022 | - | - | - | - | - | - | - |
| ---- | ---- | - | - | - | - | - | - | - |
| 580  | 543  | - | - | - | - | - | - | - |

### Enseignement
La commune dispose d'une école primaire qui scolarise 44 élèves pour l'année scolaire 2016-2017. Elle est située en zone B, dans l'académie d'Amiens.
À la rentrée 2017, l'école du village fait partie du regroupement pédagogique comprenant les écoles de Buigny-Saint-Maclou, Forest-l'Abbaye, Hautvillers-Ouville, Lamotte-Buleux et Le Titre. Elle est placée dans la circonscription Ponthieu-Marquenterre, en matière d'inspection départementale,.

### Adduction d'eau
Le syndicat intercommunal d'adduction d'eau potable de Nouvion (SIAEP) gère l'alimentation communale. L'eau est puisée à Sailly-Flibeaucourt. L'Agence régionale de santé a détecté des dépassements de normes pour la teneur en pesticides. Les femmes enceintes et les nourrissons ne doivent plus consommer l'eau du robinet qui est distribuée dans treize communes du secteur. Un nouveau site de captage est recherché.

## Économie

### Industrie
Les anciens établissements Porquet de 1950, devenus établissements Watts mènent des activités liées à la métallurgie.

### Agriculture
Les exploitations agricoles sont implantées aux quatre coins du territoire, sous forme d'entreprise, Cuma ou groupement agricole d'exploitation en commun (GAEC).

### Commerce
Le village possède une boulangerie-pâtisserie dont les bâtiments datent de 1927.

## Culture locale et patrimoine

### Lieux et monuments
- Château de La Triquerie (ancien pavillon de chasse construit en 1770) et ses jardins[34], propriété du comte de Louvencourt, à Ouville, en direction de Drucat-Le Plessiel[17].
- Église de l'Assomption-de-la-Sainte-Vierge[35],[36], du XVIe siècle, à Hautvillers.

- Arbre des croisettes. Tilleul classé remarquable, près du calvaire, sur la route de Lamotte-Buleux. Une croisette était déposée au passage du convoi mortuaire, Lamotte n'ayant ni église ni cimetière[17].

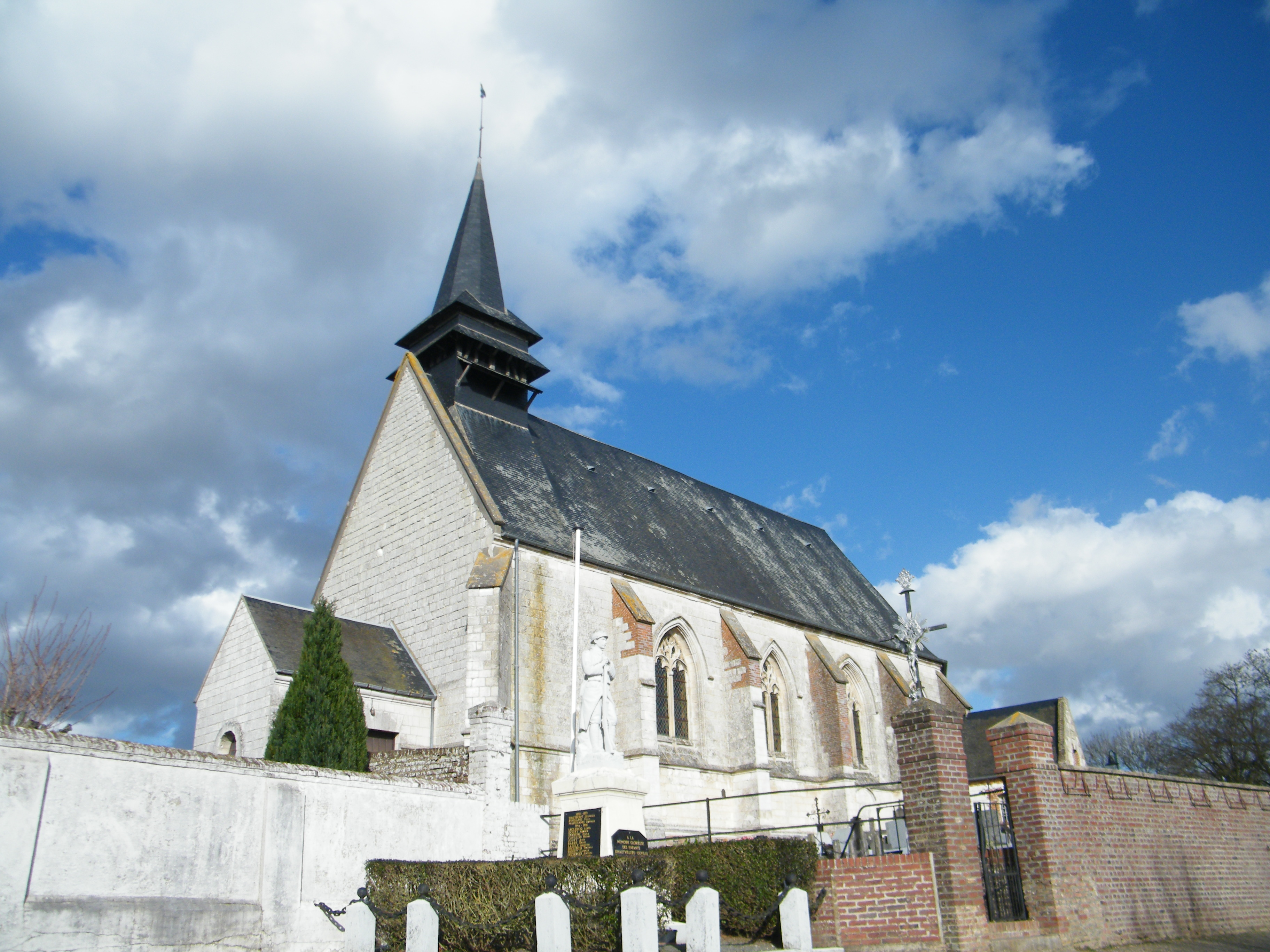
L'église voisine le cimetière et le monument aux morts pour la patrie.
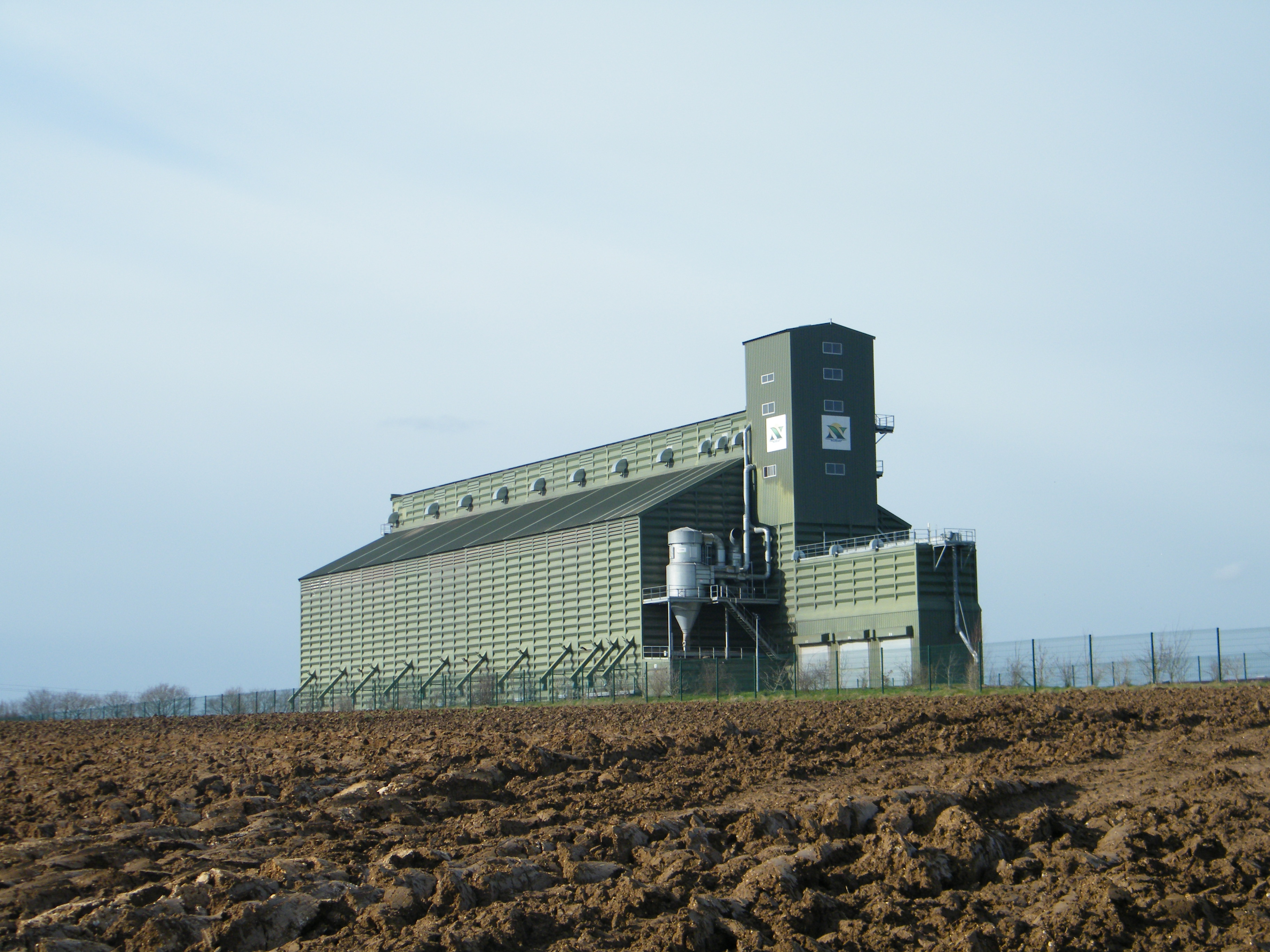
Silo agricole, en bordure de l'ex-nationale 1.
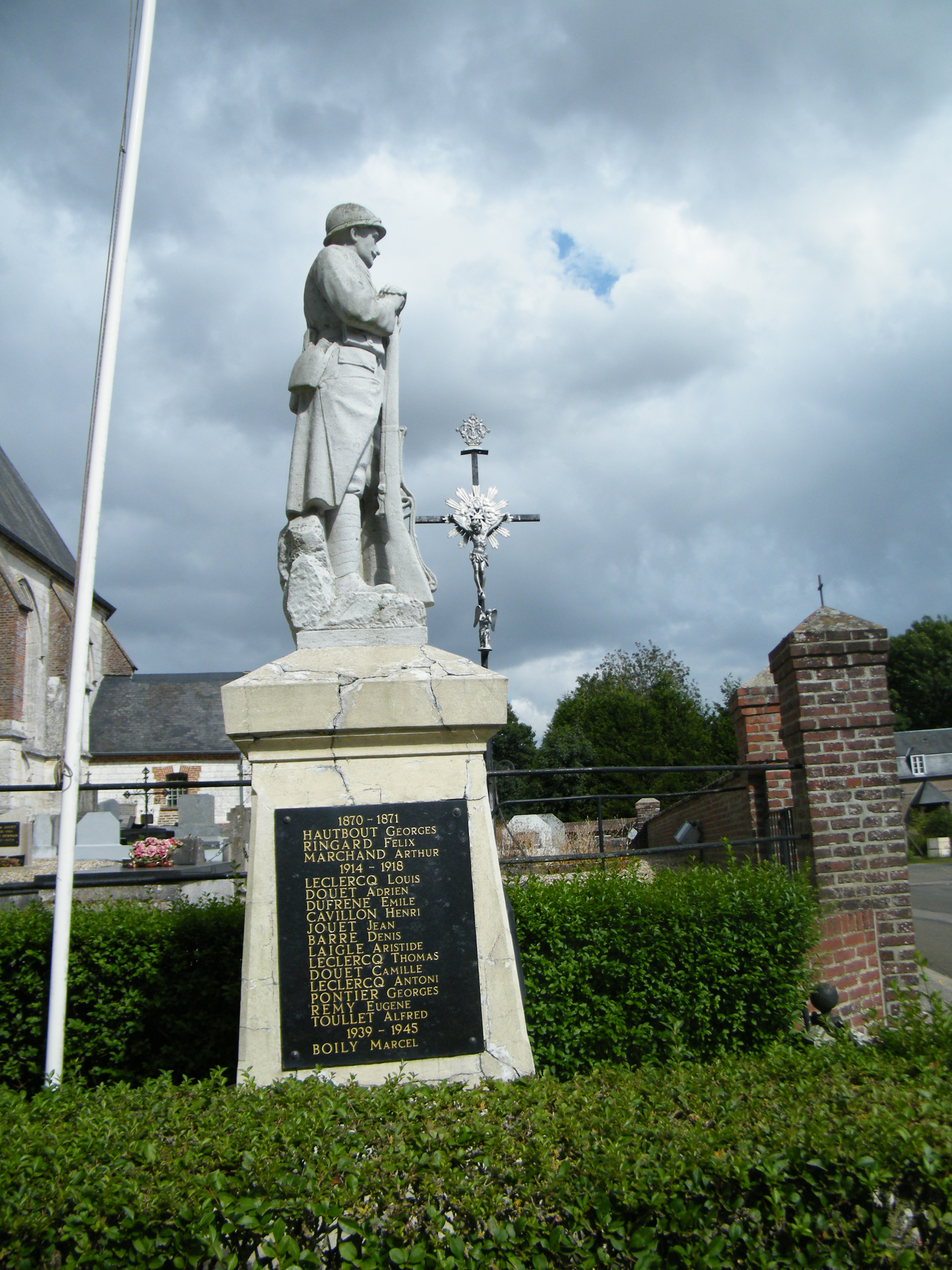
Monument aux morts.
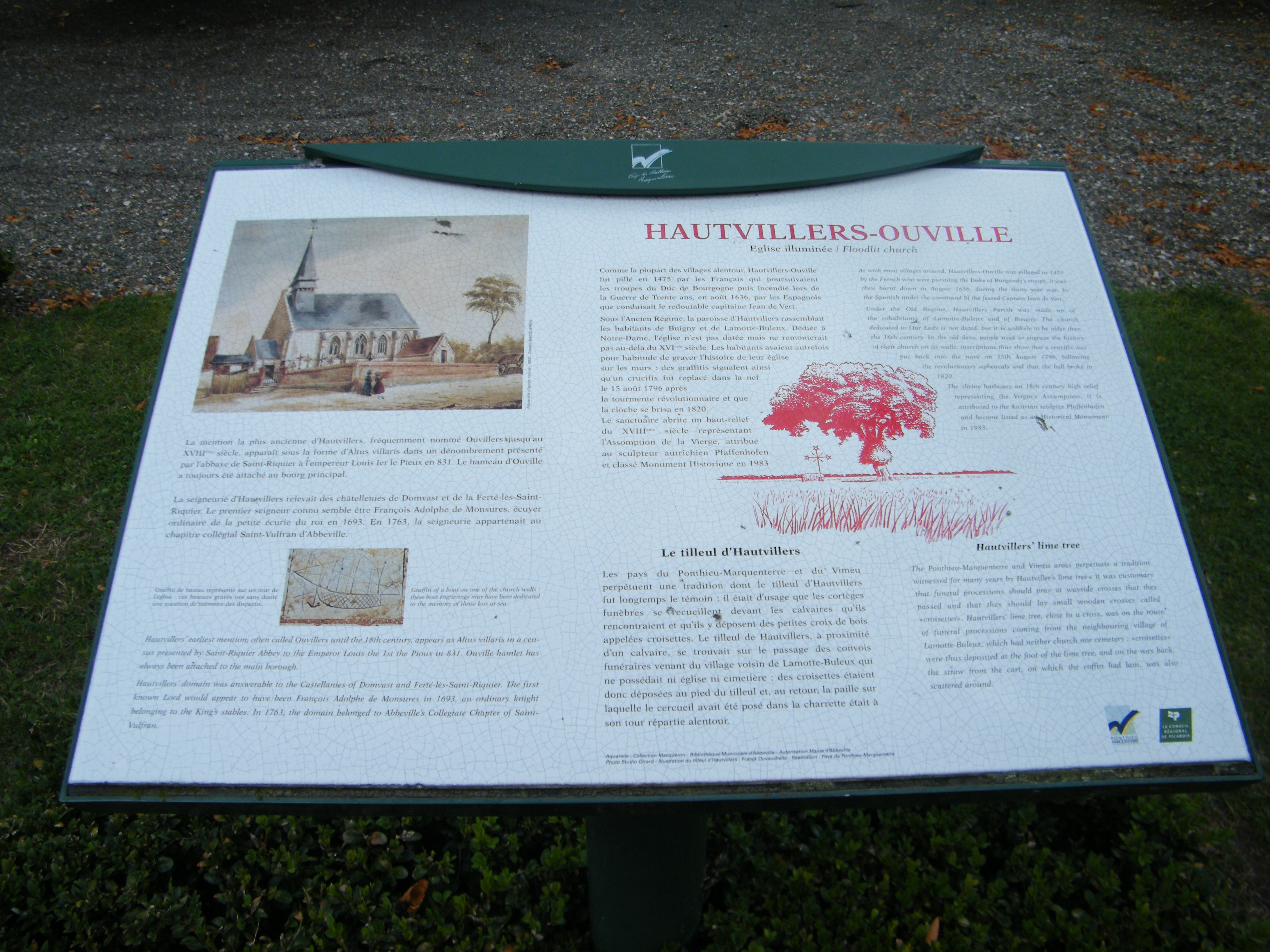
Panneau d'informations historiques.
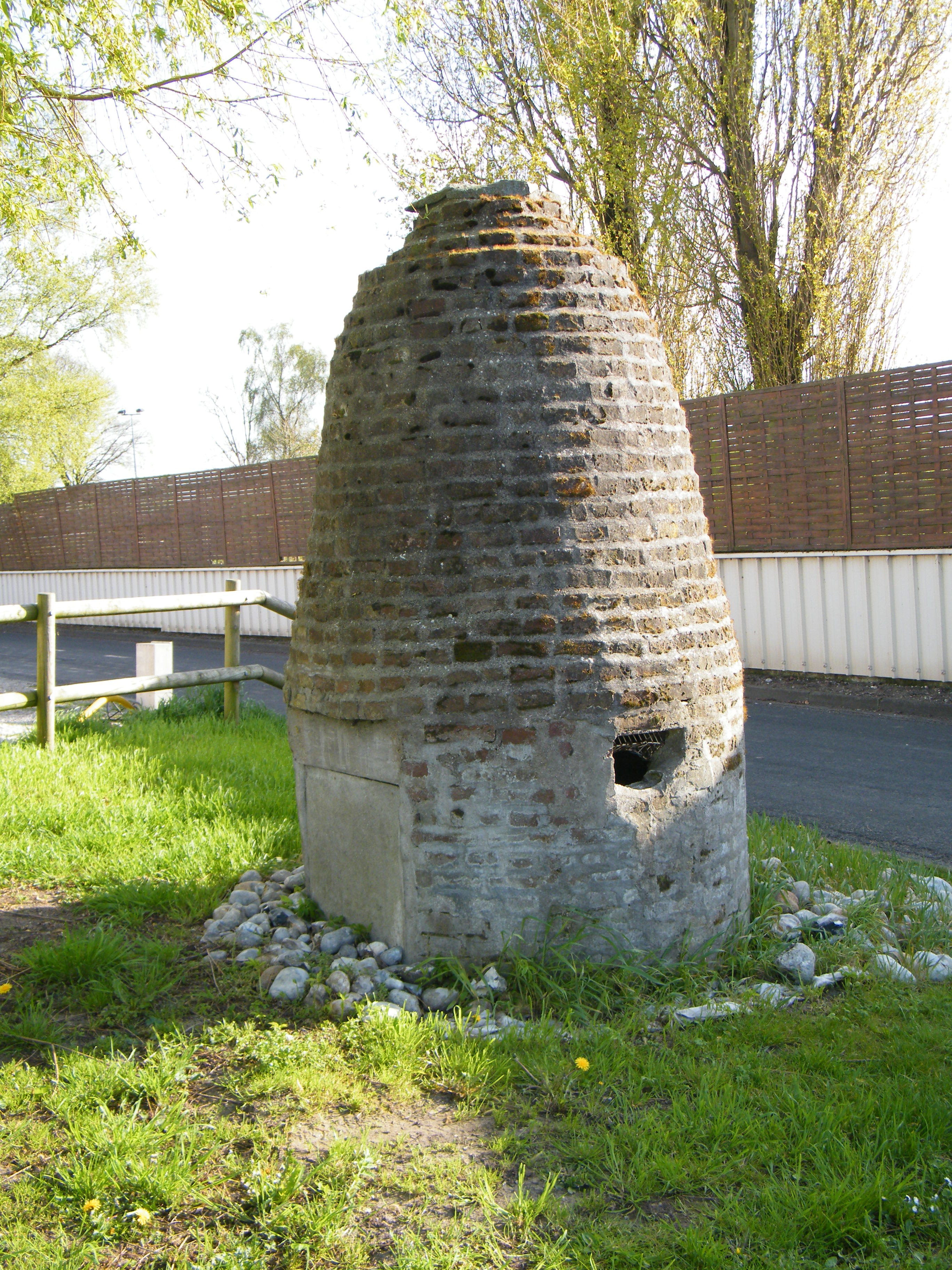
Puits patrimonial en forme de pain de sucre.
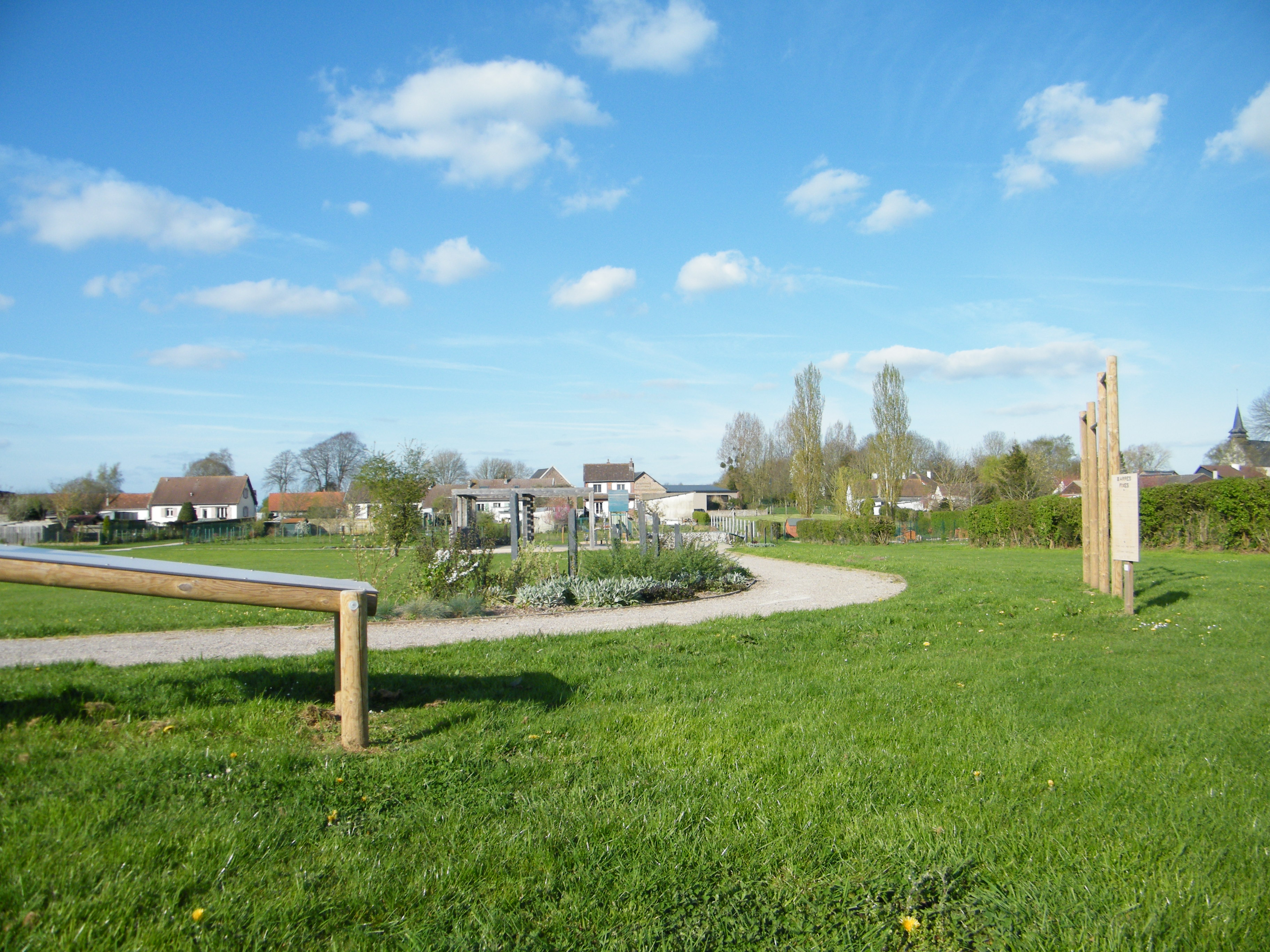
Parc de loisirs.
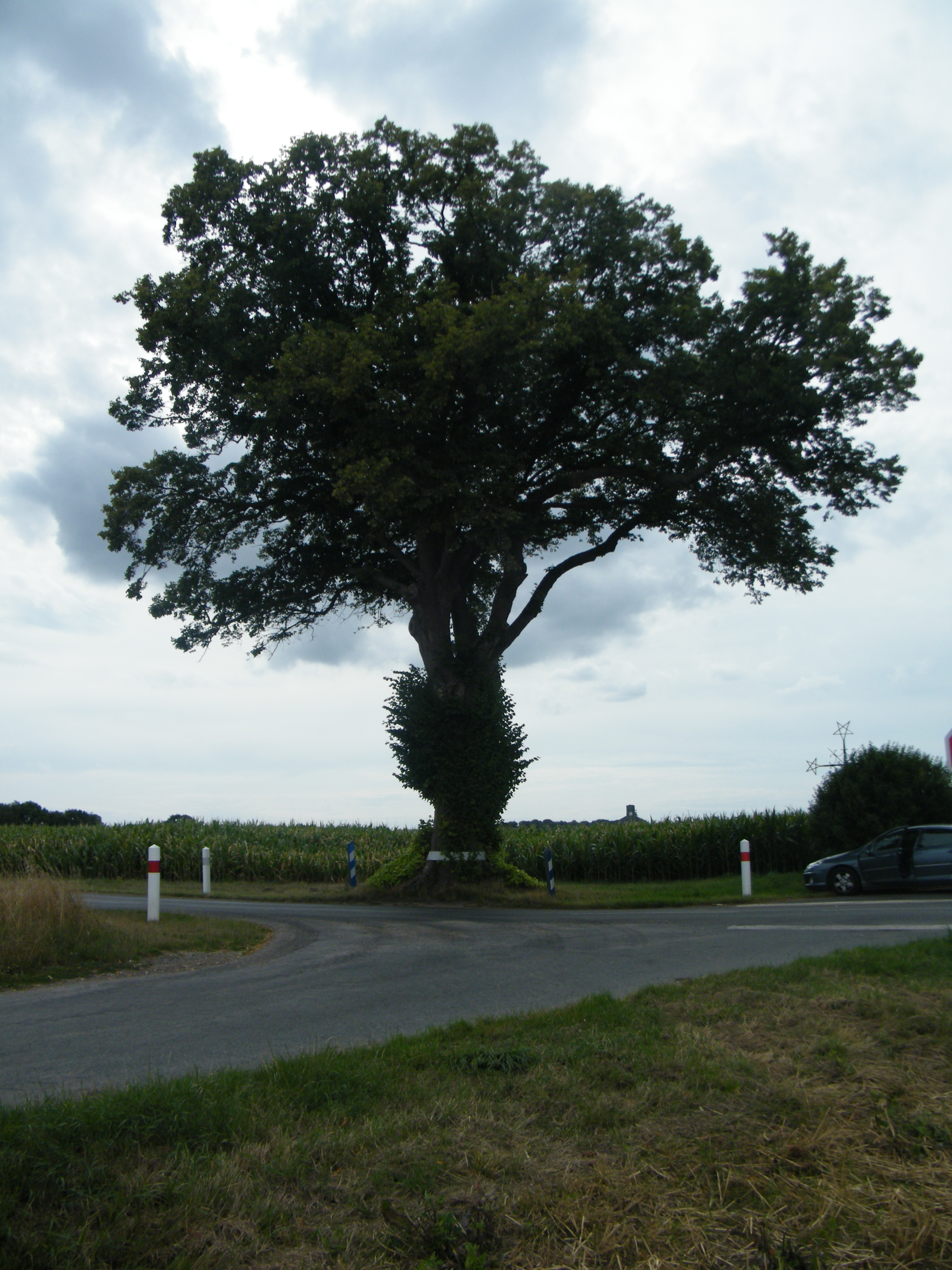
Tilleul des croisettes.
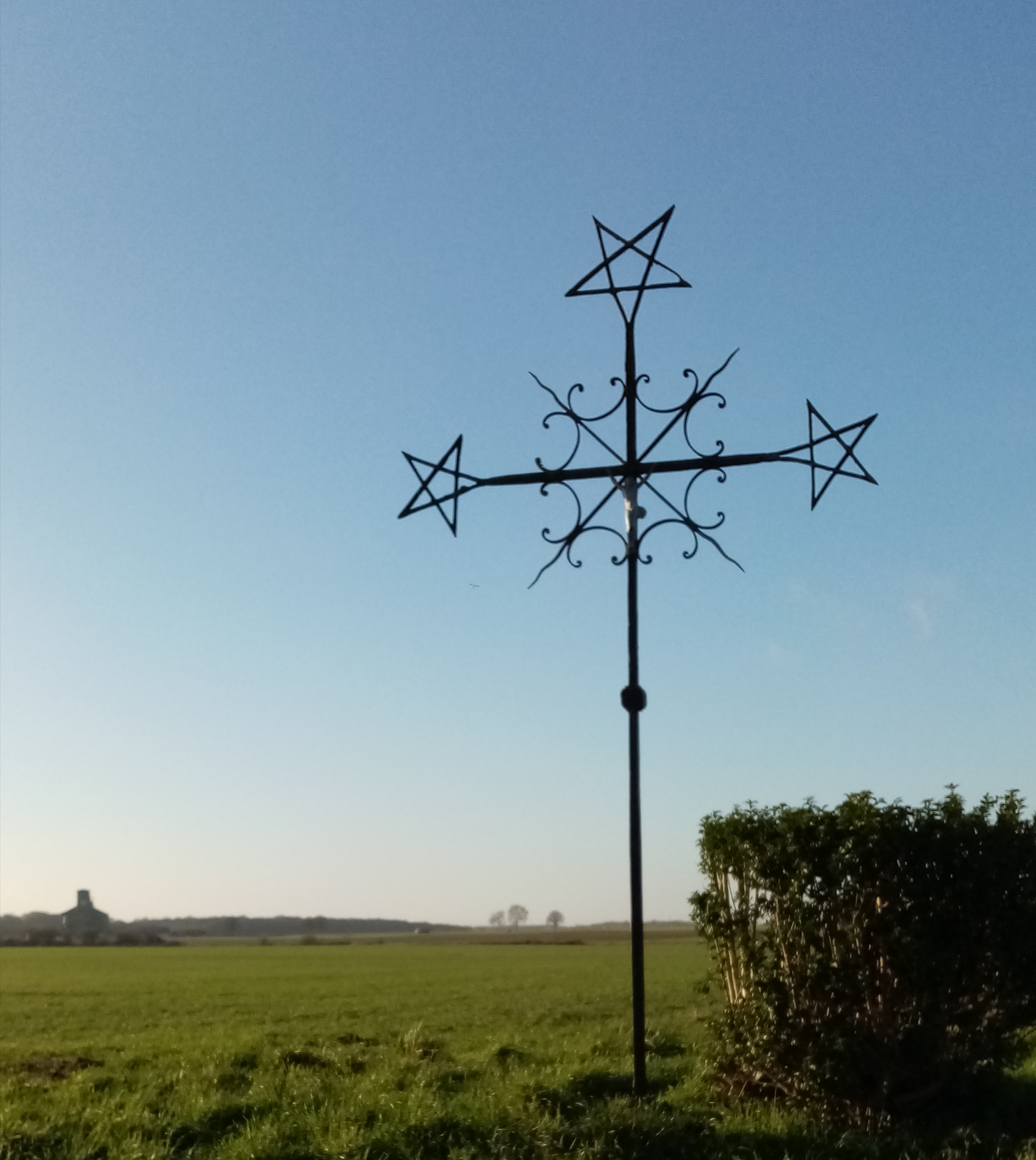
Calvaire, route de Lamotte.

### Personnalités liées à la commune
- François Adolphe de Monsures, écuyer ordinaire de la petite écurie du roi en 1693, a été seigneur du village[17].
- Luckie, de son vrai nom Luc Catherine, habite Hautvillers-Ouville de 1964 à 1998. Artiste, chanteur, transformiste de cabaret, arrière-petit-fils d'Henri Broquet, conseiller municipal, qui a dirigé un atelier de serrures rue de l'Église, à Hautvillers[réf. nécessaire].
- Jean-François Domice Caillet (1798-1872). Il devient maire de Château-Landon (Seine et Marne) de 1828 à 1831 puis de 1852 à 1870. Le 12 août 1866, il est fait chevalier de la Légion d'Honneur[réf. nécessaire].

### Héraldique
| Blason de Hautvillers-Ouville | Blason  | D'azur au chevron d'argent chargé d'une fleur de lis au pied nourri de gueules en chef et de deux étoiles du même en flancs, accompagné en chef de deux glands feuillés de deux pièces d'or et en pointe d'une tête de loup arrachée d'argent et lampassée de gueules.     |
| Blason de Hautvillers-Ouville | Détails | Le blason de la commune d'Hautvillers-Ouville a été adopté à l'unanimité du conseil municipal, lors de sa réunion du mardi 21 mai 2019, sur la proposition du maire Jean-Claude Buisine, suivant un projet sollicité auprès de Jacques Dulphy et dessiné par Daniel Juric. |